# Tipula (Vestiplex) dobrotworskyana
Tipula (Vestiplex) dobrotworskyana is een tweevleugelige uit de familie langpootmuggen (Tipulidae). De soort komt voor in het Oriëntaals gebied.